# مانويل ألفارو
مانويل ألفارو (بالإسبانية: Manolo Alfaro)‏ (19 يناير 1971 في إسبانيا - ) هو مدرب كرة قدم ولاعب كرة قدم إسباني في مركز الهجوم. شارك مع منتخب إسبانيا تحت 19 سنة لكرة القدم. أما مع النوادي، فقد لعب مع أتلتيكو مدريد ب وأتلتيكو مدريد وريال بلد الوليد وريال مورسيا ونادي إيركوليس ونادي فياريال.

## وصلات خارجية
- مانويل ألفارو على موقع قاعدة بيانات كرة القدم.إي يو (الإنجليزية)